# Oberbözberg
Oberbözberg (toponimo tedesco) è una frazione di 505 abitanti del comune svizzero di Bözberg, nel Canton Argovia (distretto di Brugg).

## Storia

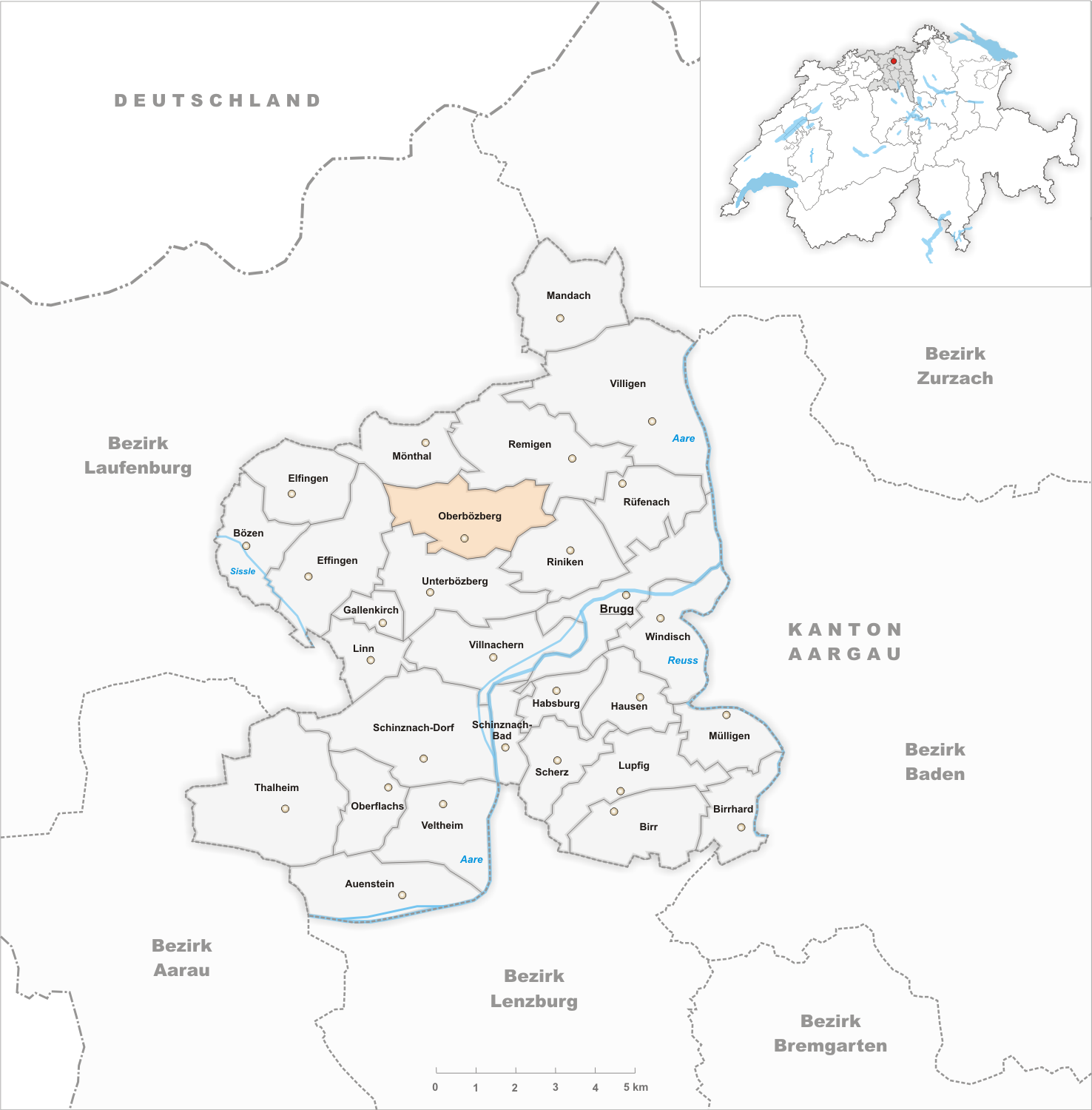
Il territorio del comune di Oberbözberg prima degli accorpamenti comunali del 2013

Già comune autonomo istituito nel 1873 con la divisione del comune di Bözberg nei nuovi comuni di Oberbözberg e Unterbözberg e che comprendeva anche la frazione di Ueberthal, il 1º gennaio 2013 è stato aggregato agli altri comuni soppressi di Gallenkirch, Linn e Unterbözberg per ricostituire il comune di Bözberg.

## Società

### Evoluzione demografica
L'evoluzione demografica è riportata nella seguente tabella:
Abitanti censiti

## Amministrazione
Ogni famiglia originaria del luogo fa parte del cosiddetto comune patriziale e ha la responsabilità della manutenzione di ogni bene ricadente all'interno dei confini del comune.